# Gamla Greveruds skola
Gamla Greveruds skola (norska: Gamle Greverud skole) byggdes 1910 och var i bruk fram till 1921. Det var en folkskola för barn i Greveruds skolkrets i Oppegårds socken i Nesoddens kommun (senare Oppegårds kommun) i Akershus fylke i sydöstra Norge.

## Byggnadshistoria
Invånarantalet i Oppegårds socken växte i denna period kraftigt, och man såg tidigt att skolan i Greverud inte hade kapacitet till att ta emot de stora barnkullarna man väntat i tiden framöver. Då Oppegård 1915 bröt sig ur som egen kommun från Nesoddens kommun satte det nya kommunfullmäktige (kommunestyret) snabbt i gång med att planlägga nya skolor.
Redan 1921 var nya Greveruds skola uppförd. Kommunfullmäktige beslöt den 17 juli 1922 att bygga om Gamle Greveruds skola till lärarbostad. Den gamla skolan revs samma år, och av materialet blev Greverud lærerbolig uppförd på ungefär samma ställe 1924.